# Paraliparis dipterus
Paraliparis dipterus är en fiskart som beskrevs av Kido, 1988. Paraliparis dipterus ingår i släktet Paraliparis och familjen Liparidae. Inga underarter finns listade i Catalogue of Life.